# Charlottensee (Bad Iburg)
Der Charlottensee ist ein künstlicher Teich im Kurpark von Bad Iburg, Landkreis Osnabrück, Niedersachsen.
Initiator für die Anlage des Sees unterhalb des Schlosses Iburg war der im Juni 1932 gegründete Iburger Kurverein. Der See wurde 1932 bis 1933 durch den „Freiwilligen Arbeitsdienst“ geschaffen.
An der Stelle des heutigen Sees befand sich früher der Mühlenteich der Schlossmühle, der den Kolbach, einen Quellbach der Glane, aufstaute. Der Mühlenteich versumpfte, nachdem die Mühle ab 1900 nicht mehr mit Wasserkraft betrieben wurde. Am Mühlenteich hatte Fürstbischof Philipp Sigismund von Braunschweig-Wolfenbüttel eine Wassermühle bauen lassen, die heute als Schlossmühle bezeichnet wird und gastronomischen Zwecken dient.
Der Charlottensee hat eine Fläche von  1,55 Hektar. Baubeginn war am 15. Mai 1932; 120 Arbeitsdienstler leisteten 5.500 Tagewerke und bewegten etwa 10.000 Kubikmeter Erde. Am 18. Juni 1933 wurde der See der Öffentlichkeit übergeben und nach der 1668 im Iburger Schloss geborenen späteren preußischen Königin Sophie Charlotte benannt. Von 1948 bis Ende der 1960er Jahre liefen die Schüler der Niedersächsischen Heimschule Iburg morgens in der ersten großen Schulpause als Teil ihres Morgenlaufs um den See. Die Schülerinnen waren in dieser Zeit zu gymnastischen Übungen im Ulmenhof des Schlosses Iburg verpflichtet.
An dem in den Gartenanlagen unterhalb des Schlosses von Bad Iburg gelegenen See werden heute Boote vermietet. Das um den Charlottensee führende Teilstück der Bundesstraße 51 hieß früher Rennbahn. Die Straße wurde in Charlottenburger Ring umbenannt.
1992 wurde eine Veranstaltungsinsel im See angelegt und der nordöstliche Bereich des Geländes neu gestaltet.
2013 wurde die Schlosswiese, die nach dem Zweiten Weltkrieg von Schülern der Niedersächsischen Heimschule Iburg als Sportplatz angelegt worden war, umgestaltet und dem Parkgelände am Charlottensee zugeschlagen.
Der See ist bei Schlittschuhläufern beliebt, weil er wegen seiner geringen Tiefe leicht zufriert und ein Einbrechen durch die Eisschicht für erwachsene Schlittschuhläufer keine unmittelbare Lebensgefahr bedeutet.

## Bildergalerie

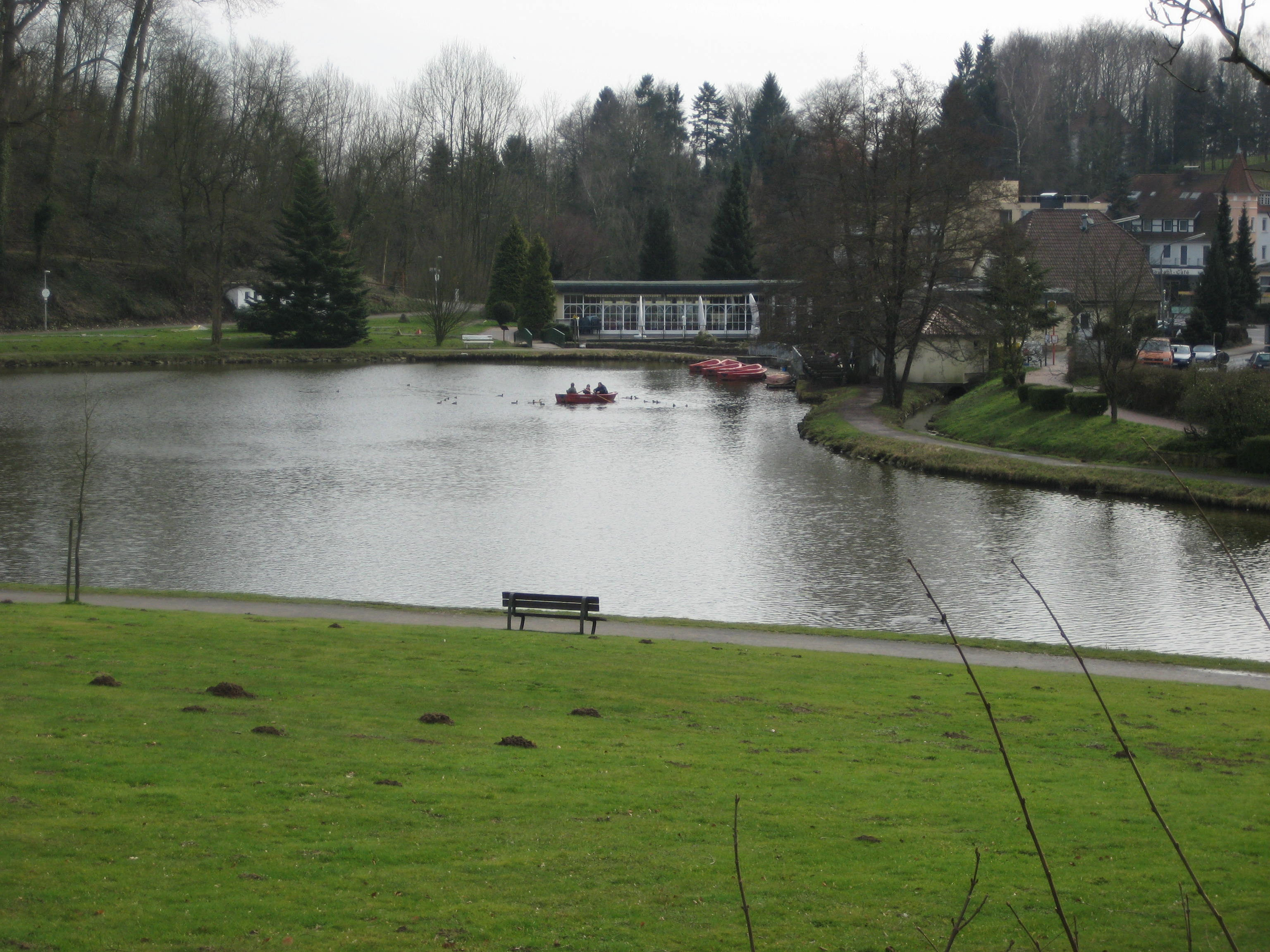
Teil des Charlottensees mit Blick auf den Anbau der Schlossmühle
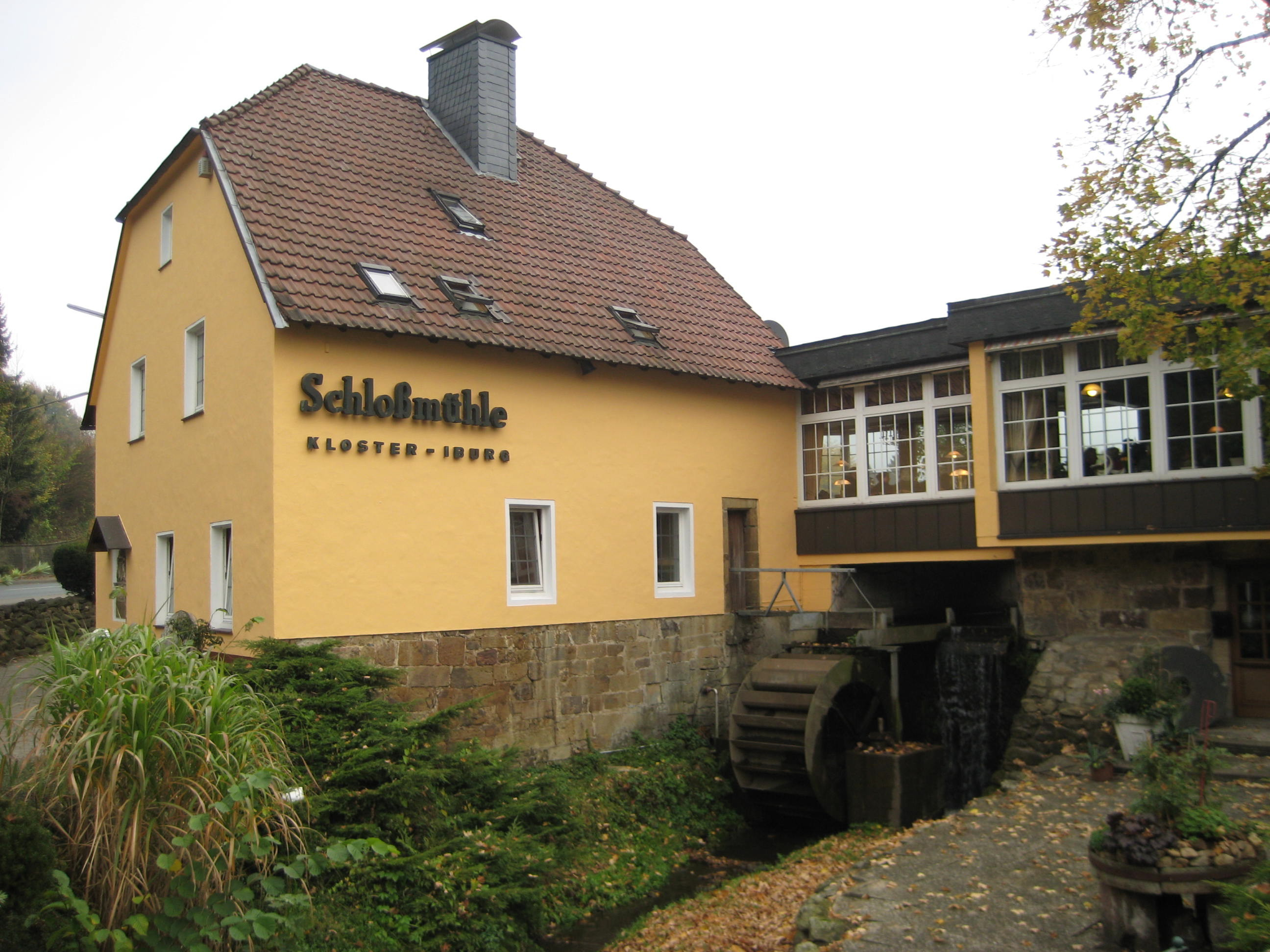
Die Schlossmühle, erbaut von Fürstbischof Philipp Sigismund von Braunschweig-Wolfenbüttel